# 조덕인
회안왕 조덕인(淮安王 趙德諲, ? ~ 892년)은 당나라 말기의 군벌로, 채주 사람이다. 처음에는 황제를 참칭(僭稱)한 진종권 휘하의 장수였다. 그러다가 진종권의 패망이 가까워지자, 조덕인은 당나라로 돌아서서 충성을 다하여 충의군(忠義軍, 본부는 지금의 호북성 양양시에 있었다)을 장악하였고, 사후 그의 아들 조광응이 뒤를 이어 충의군절도사가 되었다.

## 생애

### 가세(家世),진종권을 섬기다
조덕인은 채주(蔡州, 현 허난성 주마뎬 시) 출신으로, 그의 출생 연도에 관해서는 알려진 것이 없다. 나중에 그는 당나라의 봉국군 절도사(奉國軍節度使, 본거지는 채주) 진종권의 휘하 장수가 되었다. 진종권이 당나라 정부군의 유력 변민군(變民軍) 수령 황소에 대한 작전에 참가했을 때, 조덕인은 전장에서 전과를 거둔 전공으로 신주자사(申州刺史, 현 허난성 신양 시)에 임명되었다.
884년 당시, 진종권을 간단히 굴복시킨 황소는 패망해 버렸다. 그러나 이 무렵, 진종권은 당나라 조정의 배반자가 되어 있었고, 인근 번진들을 약탈하고 있었다. 그 해 연말, 진종권과 함께 당나라를 배반한 무장 녹안홍이 산남동도(山南東道, 본거지는 현 후베이성 샹양 시) 번진을 공격해 왔을 무렵, 진종권은 진고(秦誥)와 조덕인을 파견하여 군대를 거느리고 녹안홍의 군대와 합류하여 공격에 협조하게 하였다. 이들은 함께 산남동도 번진의 본거지인 양주(襄州)를 공격하여 이를 함락시켜 버렸다. 이에 산남동도 절도사 유거용(劉巨容)은 양주를 버리고 성도로 달아났다. 녹안홍은 이후 동쪽으로 진격하여 충무군(忠武軍, 본거지는 현 허난성 쉬창 시) 번진을 점거하였고, 조덕인으로 하여금 산남동도 번진을 점거하게 하였다.
887년, 진종권은 자신의 본거지인 채주를 수도로 삼아 황제를 자칭하고 있었다. 그때까지도 여전히 진종권 휘하에 있었던 조덕인은 진종권에 의해 산남동도 유후(留後)로 임명되어 있었다. 그 해 12월 25일, 조덕인은 형남(荊南, 본거지는 현 후베이성 징저우 시) 번진을 공격하여 그곳을 함락시키고, 형남절도사 장괴를 살해하였다. 그는 그 후, 그의 장수 왕건조에게 형남 번진의 수도 강릉현(江陵縣, 현 후베이성 징저우 시 장링 현)의 지배를 맡기고 그곳을 떠났다. 전후 강릉에는 수백 가구만이 남아 있었다고 전해진다. 그러나 이듬해인 888년 4월 말에 당나라 장수 곽우가 강릉을 공격하여 왕건조를 축출하고 형남 번진을 점거하였다.

### 다시당나라로 귀순하다
곽우가 조덕인으로부터 형남 번진을 탈취한 후, 진종권이 최근에 여러 차례 계속해서 당나라의 선무군 절도사(宣武軍節度使, 본거지는 현 허난성 카이펑 시) 주전충과의 전투에서 잇달아 패배하자, 진종권의 패망이 가까워지고 있다는 것을 깨달은 조덕인은 그 해(888년) 5월 6일에 그의 번진을 가지고 당나라에 투항하면서, 당시의 당나라 황제인 당 소종 및 주전충과 교섭을 시작하였다. 주전충은 소종에게 조덕인의 투항을 받아들이고 조덕인을 진종권 토벌 작전에서 자신의 부관으로 삼을 것을 제안하였다. 소종은 산남동도 번진에 충의군(忠義軍)의 군호(軍號)를 하사하여 조덕인을 해당 번진의 절도사로 삼는 한편, 채주사면행영부도통(蔡州四面行營副都統)의 직책을 제수하였다. (이때 주전충은 도통(都統)에 제수되었다)
진종권이 그 자신의 부하 장수의 배반으로 붙잡혀 주전충에게로 압송된 이후(그리고 결국 수도 장안으로 압송되어 이듬해인 889년 4월 1일에 처형되었다), 조덕인은 중서령(中書令)이라는 명예 재상 직함을 하사받았고, 회안왕(淮安王)에 봉해졌다. 그는 892년 2월 중에 사망하였고, 이후 충의군 번진은 그의 아들 조광응에 의해 상속되었다.

## 참고 자료
- 《신당서》 제186권 - 열전(列傳) 제111권
- 《자치통감》 제256권・제257권・제258권・제259권

| 전임 (산남동도에서 군호(軍號) 변경) | 충의군절도사 888년 ~ 892년 | 후임 조광응 |